# Lady Lane
Lady Lane es una banda de rock alternativo nacida en el estado de México, México. La banda está compuesta por cuatro integrantes: Erik V. Fragoso, Manuel A. Felguérez "Leches", Manuel Mendoza "Coe" y Alfredo Noria "Fredo". Quienes expresan sus sentimientos al planeta Tierra y a la humanidad a través de sus canciones. Además fueron nominados a los premios Imas (Indie-O Music Awards) dos años consecutivos; en 2010 como mejor producción independiente con su álbum debut SINGULA y en 2011 como banda de la gente.

## Historia
Manuel "Coe" (voz principal y guitarra) y Manuel "Leches" (batería) ya habían participado antes en otras bandas, en las cuales adquirieron experiencia; En 2008, se volvieron a reunir para hablar de un nuevo proyecto, compartiendo cada uno las ideas que tenían, coincidiendo desde el primer momento en que los dos buscaban expresar libremente lo que sentían e imaginaban. Una vez formada la idea de lo que querían compartir con el público, "Coe" propuso a Erik (bajista) con quien ya había colaborado anteriormente y "Leches" a Alfredo (guitarra líder) a quien ya había tenido la oportunidad de escuchar en una presentación que tuvo con su banda anterior.
El primer paso fue componer canciones basándose en un sueño que tuvo Manuel "Leches". Que consistía en la aparición frecuente de una niña llamada Freya.
Idea que dio origen a la realización de la primera obra discográfica, en la cual a través de sus canciones relatan la historia de "Freya Lane". Desde su llegada al planeta Tierra, ella proveniente de las Pléyades, experimentando sentimientos humanos como el miedo, el amor, el odio, etc; hasta que decide escapar regresando a su lugar origen, relacionándose con nuevos personajes como su hada protectora llamada Singula, nombre que le da título a su primer álbum de estudio, producido de manera independiente en 2009.
Del disco Singula se desprenden tres sencillos "Sincronicolor", "Gaia" y por último "Singula" posicionados en la radio pública de México Distrito Federal y Estado de México Reactor 105.7 FM, Interferencia 710 AM y esporádicas apariciones en Ibero 90.9 FM.
En 2010, Lady Lane lanza dos EP de manera simultánea Gaia Ep y Fotrunoh Ep para cerrar el proceso de promoción de su álbum debut. El nombre Fotrunoh significa ‘indestructible’, y proviene de un lenguaje inventado por el vocalista de la banda, Manuel "Coe".
En 2011, la banda da la bienvenida a un quinto integrante: Rodrigo Fernández "Ro", quien estará a cargo de darle color a los teclados y sintetizadores dentro de las nuevas canciones de Lady Lane.
En 2012, es lanzado su segundo LP de estudio Ciudad Diamante. La producción de dicha obra corre a cuenta de Christian Jean y Lady Lane. Grabado en TAC studios, mezcla y master en Fatman studios. Además se desprende el primer sencillo "Libélulas", el cual tiene gran impacto para los seguidores de la banda y posicionándose de nueva cuenta en los medios.
Por ahora Lady Lane se hace presente en distintos discos compilados, participaciones con temas inéditos como; "Jinete sin Amor" que se incluirá en el álbum "Libro por Darfur" editado para Amnistía Internacional, "Giroscopio" álbum tributo a La Gusana Ciega y graban "La Locomotora" cover a Café Tacvba en los estudios Equis Cosa, México. producidos por Ing. Bruno Barrera.
En 2013 la banda se desintegra para dar paso a Camilo VII que incluye a Manuel "Coe" y a Erik Fragoso.

## Miembros
- Manuel Mendoza "Coe": voz, guitarra, piano (2008-2013)
- Manuel Acosta "Leches": batería (2008-2013)
- Alfredo Noria "Fredo": guitarra líder, coros. (2008-2013)
- Erik V. Fragoso: bajo (2008-2013)

Músico invitado
- Rodrigo Fernández: teclados, sintetizadores (2011-2013)

## Discografía

### Álbumes de estudio
- Singula (2009)

- Ciudad Diamante (2012)

### EP
- Gaia  (2010)

- Fotrunoh (2010)

Apariciones especiales en:
"Jinete sin Amor" álbum Libro por Darfur.
"Giroscopio" álbum tributo a La Gusana Ciega.
"La Locomotora" cover a Café Tacvba.